# Ergebnisse der Kommunalwahlen in Speyer
- Linke: 2
- Grüne: 6
- SPD: 10
- UfS: 2
- SWG: 2
- FW: 2
- FDP: 2
- CDU: 11
- AfD: 7

In den folgenden Listen werden die Ergebnisse der Kommunalwahlen in Speyer aufgelistet. Es werden im ersten Teil die Ergebnisse der Stadtratswahlen ab 1999 angegeben.
Es werden nur diejenigen Parteien und Wählergruppen aufgelistet, die bei wenigstens einer Wahl mindestens zwei Prozent der gültigen Stimmen erhalten haben. Bei mehrmaligem Überschreiten dieser Grenze werden auch Ergebnisse ab einem Prozent aufgeführt. Das Feld der Partei, die bei der jeweiligen Wahl die meisten Stimmen bzw. Sitze erhalten hat, ist farblich gekennzeichnet.

## Parteien
- B’90/Grüne: Bündnis 90/Die Grünen → Grüne
- CDU: Christlich Demokratische Union Deutschlands
- FDP: Freie Demokratische Partei
- FW: Freie Wähler
- Grüne: B’90/Grüne
- Linke: Die Linke
- ÖDP: Ökologisch Demokratische Partei
- REP: Die Republikaner
- SPD: Sozialdemokratische Partei Deutschlands

## Wählergruppen
- BGS: Bürgergemeinschaft Speyer (ab 2024: Freie Wähler)[1]
- SWG: Speyerer Wählergruppe
- WGS: Wählergruppe Schneider
- UfS: Unabhängig für Speyer e.V.

## Abkürzung
- Wbt.: Wahlbeteiligung

## Stadtratswahlen
Stimmenanteile der Parteien in Prozent
| Jahr | Wbt. | CDU  | SPD  | Grüne | SWG   | AfD  | FDP   | Linke | FW *  | WGS | REP     | ÖDP | UfS |
| ---- | ---- | ---- | ---- | ----- | ----- | ---- | ----- | ----- | ----- | --- | ------- | --- | --- |
| 1999 | 54,5 | 42,8 | 30,3 | 6,5   | 8,3   | –    | 3,9   | –     | –     | –   | 4,7     | 3,5 | –   |
| 2004 | 49,7 | 39,1 | 23,0 | 09,53 | 09,54 | –    | 4,6   | –     | 04,96 | –   | 004,997 | 4,3 | –   |
| 2009 | 47,4 | 33,4 | 22,4 | 12,9  | 13,3  | –    | 06,05 | 2,8   | 06,07 | –   | 3,1     | –   | –   |
| 2014 | 47,3 | 32,6 | 23,0 | 14,5  | 13,5  | –    | 3,2   | 4,9   | 5,6   | –   | 2,7     | –   | –   |
| 2019 | 57,1 | 25,0 | 23,7 | 19,8  | 10,0  | 8,7  | 4,5   | 4,1   | 2,9   | 1,2 | –       | –   | –   |
| 2024 | 58,3 | 25,1 | 21,4 | 13,6  | 5,0   | 16,2 | 5,4   | 3,5   | 5,0   | –   | –       | –   | 4,8 |

Sitzverteilung
| Jahr | Gesamt | CDU | SPD | Grüne | SWG | AfD | FDP | Linke | FW * | WGS | REP | ÖDP | UfS |
| ---- | ------ | --- | --- | ----- | --- | --- | --- | ----- | ---- | --- | --- | --- | --- |
| 1999 | 44     | 19  | 13  | 3     | 4   | –   | 2   | –     | –    | –   | 2   | 1   | –   |
| 2004 | 44     | 17  | 10  | 4     | 5   | –   | 2   | –     | 2    | –   | 2   | 2   | –   |
| 2009 | 44     | 15  | 10  | 6     | 6   | –   | 2   | 1     | 3    | –   | 1   | –   | –   |
| 2014 | 44     | 15  | 10  | 6     | 6   | –   | 1   | 2     | 3    | –   | 1   | –   | –   |
| 2019 | 44     | 11  | 10  | 9     | 4   | 4   | 2   | 2     | 1    | 1   | –   | –   | –   |
| 2024 | 44     | 11  | 10  | 6     | 2   | 7   | 2   | 2     | 2    | –   | –   | –   | 2   |